# Andrew Nkea Fuanya
Andrew Nkea Fuanya, né le 29 août 1965 à Widikum, est un prélat catholique camerounais, archevêque de Bamenda depuis 2019.

## Biographie
Il est ordonné prêtre le 22 avril 1992.
Il est nommé évêque coadjuteur de Mamfé par le pape François le 10 juillet 2013 et il succède à Mgr Francis Teke Lysinge comme évêque diocésain le 25 janvier 2014.
Mgr Andrew Nkea devient archevêque de l'archidiocèse de Bamenda le 30 décembre 2019.